# Censimento degli Stati Uniti d'America del 2010

Logo utilizzato dall'ufficio del censimento

Il censimento degli Stati Uniti d'America del 2010 è stato il ventitreesimo censimento decennale degli Stati Uniti. La data di indizione del censimento, ossia quella presa come punto di riferimento per le statistiche, è stata il 1º aprile 2010. Il censimento è stato condotto tramite posta ordinaria, con compilazione da parte dei cittadini; circa 635 000 controllori assunti per l'occasione hanno verificato alcune località e comunità scelte casualmente.
Sono stati censiti 308745538 abitanti, con un incremento del 9,6% rispetto a quello del 2000. Quello del 2010 è stato il primo censimento in cui tutti gli stati hanno registrato una popolazione superiore a 500 000 abitanti, e il primo in cui tutte le 100 maggiori città avevano una popolazione oltre i 200 000 abitanti.
Il censimento del 2010 ha determinato la redistribuzione dei rappresentanti alla Camera a partire dalle elezioni del 2012 e fino al 2022, nonché i voti elettorali per le elezioni presidenziali del 2012, 2016 e 2020.

## Scopo

### Rappresentanza

Attribuzione dei distretti congressuali a seguito del censimento del 2010

I risultati del censimento del 2010 hanno determinato il numero di seggi che ogni stato conta alla Camera dei rappresentanti, e di conseguenza anche il numero di elettori di ogni stato al Collegio elettorale per le elezioni dal 2012 al 2022.
L'ufficio del censimento ha annunciato le cifre per la redistribuzione dei distretti; 18 stati hanno modificato il numero dei seggi congressuali:
- New York e Ohio hanno perso due seggi ciascuno
- Illinois, Iowa, Louisiana, Massachusetts, Michigan, Missouri, New Jersey e Pennsylvania hanno perso un seggio ciascuno
- Arizona, Carolina del Sud, Georgia, Nevada, Utah e Washington hanno ottenuto un seggio in più ciascuno
- la Florida ha ottenuto due seggi in più
- il Texas ha ottenuto quattro seggi in più.

## Popolazione degli stati

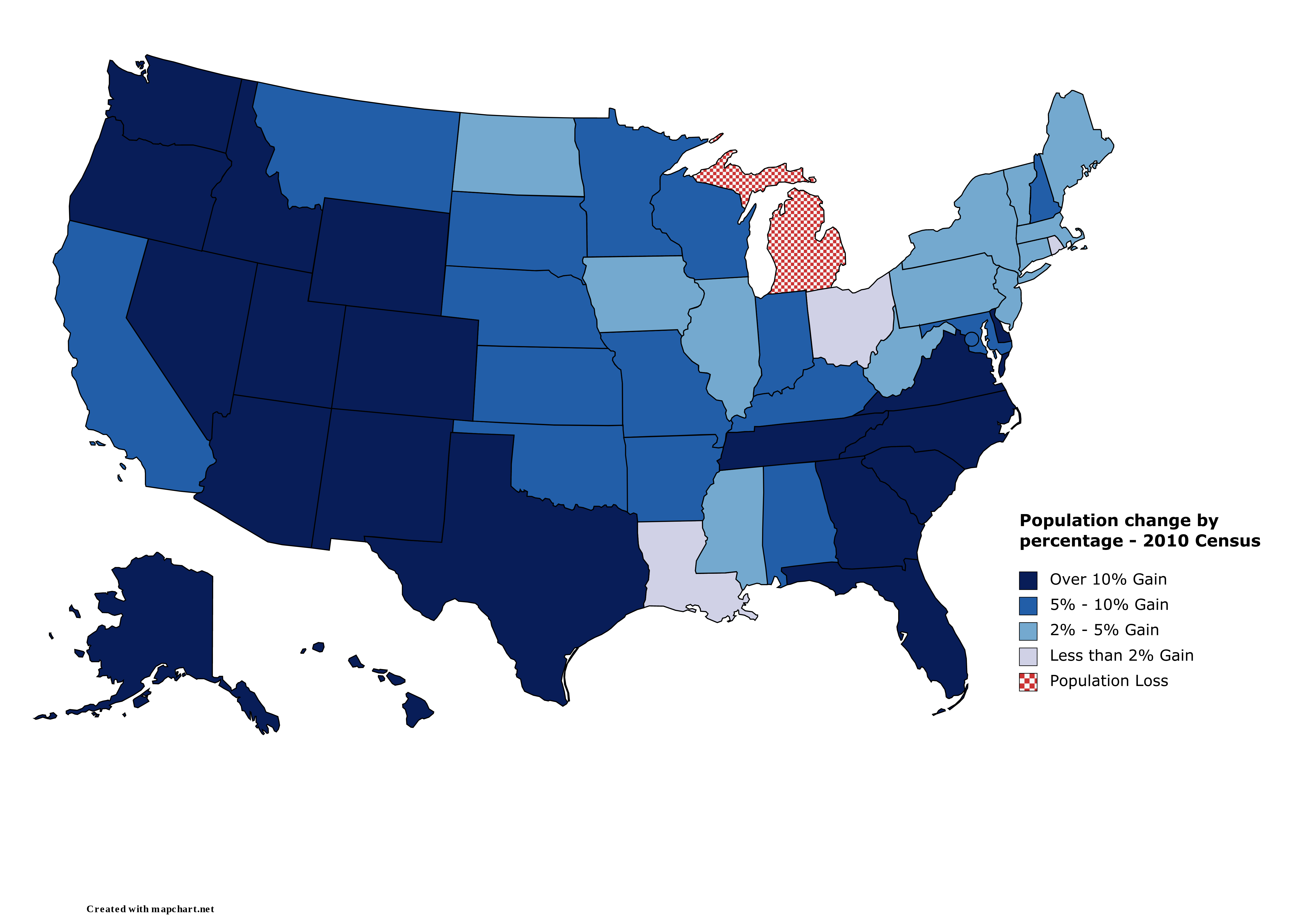
Variazione di popolazione 2000–2010

| Posizione/ variazione | Posizione/ variazione | Stato                 | Popolazione (2010) | Popolazione (2000) | Variazione | % variazione |
| --------------------- | --------------------- | --------------------- | ------------------ | ------------------ | ---------- | ------------ |
| 1                     | Stabile               | California            | 37253956           | 33871648           | 3382308    | 10,0%        |
| 2                     | Stabile               | Texas                 | 25145561           | 20851820           | 4293741    | 20,6%        |
| 3                     | Stabile               | New York              | 19378102           | 18976457           | 401645     | 2,1%         |
| 4                     | Stabile               | Florida               | 18801310           | 15982378           | 2818932    | 17,6%        |
| 5                     | Stabile               | Illinois              | 12830632           | 12419293           | 411339     | 3,3%         |
| 6                     | Stabile               | Pennsylvania          | 12702379           | 12281054           | 421325     | 3,4%         |
| 7                     | Stabile               | Ohio                  | 11536504           | 11353140           | 183364     | 1,6%         |
| 8                     | Stabile               | Michigan              | 9883640            | 9938444            | −54804     | -0,6%        |
| 9                     | 1                     | Georgia               | 9687653            | 8186453            | 1501200    | 18,3%        |
| 10                    | 1                     | Carolina del Nord     | 9535483            | 8049313            | 1486170    | 18,5%        |
| 11                    | 2                     | New Jersey            | 8791894            | 8414350            | 377544     | 4,5%         |
| 12                    | Stabile               | Virginia              | 8001024            | 7078515            | 922509     | 13,0%        |
| 13                    | 2                     | Washington            | 6724540            | 5894121            | 830419     | 14,1%        |
| 14                    | 1                     | Massachusetts         | 6547629            | 6349097            | 198532     | 3,1%         |
| 15                    | 1                     | Indiana               | 6483802            | 6080485            | 403317     | 6,6%         |
| 16                    | 4                     | Arizona               | 6392017            | 5130632            | 1261385    | 24,6%        |
| 17                    | 1                     | Tennessee             | 6346105            | 5689283            | 656822     | 11,5%        |
| 18                    | 1                     | Missouri              | 5988927            | 5595211            | 393716     | 7,0%         |
| 19                    | Stabile               | Maryland              | 5773552            | 5296486            | 477066     | 9,0%         |
| 20                    | 2                     | Wisconsin             | 5686986            | 5363675            | 323311     | 6,0%         |
| 21                    | Stabile               | Minnesota             | 5303925            | 4919479            | 384446     | 7,8%         |
| 22                    | 2                     | Colorado              | 5029196            | 4301261            | 727935     | 16,9%        |
| 23                    | Stabile               | Alabama               | 4779736            | 4447100            | 332636     | 7,5%         |
| 24                    | 2                     | Carolina del Sud      | 4625364            | 4012               | 613352     | 15,3%        |
| 25                    | 3                     | Louisiana             | 4533372            | 4468976            | 64396      | 1,4%         |
| 26                    | 1                     | Kentucky              | 4339367            | 4041769            | 297598     | 7,4%         |
| 27                    | 1                     | Oregon                | 3831074            | 3421399            | 409675     | 12,0%        |
| 28                    | 1                     | Oklahoma              | 3751351            | 3450654            | 300697     | 8,7%         |
| 29                    | Stabile               | Connecticut           | 3574097            | 3405565            | 168532     | 4,9%         |
| 30                    | Stabile               | Iowa                  | 3046355            | 2926324            | 120031     | 4,1%         |
| 31                    | Stabile               | Mississippi           | 2967297            | 2844658            | 122639     | 4,3%         |
| 32                    | 1                     | Arkansas              | 2915918            | 2673400            | 242518     | 9,1%         |
| 33                    | 1                     | Kansas                | 2853118            | 2688418            | 164700     | 6,1%         |
| 34                    | Stabile               | Utah                  | 2763885            | 2233169            | 530716     | 23,8%        |
| 35                    | Stabile               | Nevada                | 2700551            | 1998257            | 702294     | 35,1%        |
| 36                    | Stabile               | Nuovo Messico         | 2059179            | 1819046            | 240133     | 13,2%        |
| 37                    | Stabile               | Virginia Occidentale  | 1852994            | 1808344            | 44650      | 2,5%         |
| 38                    | Stabile               | Nebraska              | 1826341            | 1711263            | 115078     | 6,7%         |
| 39                    | Stabile               | Idaho                 | 1567582            | 1293953            | 273629     | 21,1%        |
| 40                    | 2                     | Hawaii                | 1360301            | 1211537            | 148764     | 12,3%        |
| 41                    | 1                     | Maine                 | 1328361            | 1274923            | 53438      | 4,2%         |
| 42                    | 1                     | New Hampshire         | 1316470            | 1235786            | 80684      | 6,5%         |
| 43                    | Stabile               | Rhode Island          | 1052567            | 1048319            | 4248       | 0,4%         |
| 44                    | Stabile               | Montana               | 989415             | 902195             | 87220      | 9,7%         |
| 45                    | Stabile               | Delaware              | 897934             | 783600             | 114334     | 14,6%        |
| 46                    | Stabile               | Dakota del Sud        | 814180             | 754844             | 59336      | 7,9%         |
| 47                    | 1                     | Alaska                | 710231             | 626932             | 83299      | 8,3%         |
| 48                    | 1                     | Dakota del Nord       | 672591             | 642200             | 30391      | 4,7%         |
| 49                    | Stabile               | Vermont               | 625741             | 608827             | 16914      | 2,8%         |
| —                     | —                     | Distretto di Columbia | 601723             | 572059             | 29664      | 5,2%         |
| 50                    | Stabile               | Wyoming               | 563626             | 493782             | 69844      | 14,1%        |
|                       |                       | Stati Uniti           | 308745538          | 281421906          | 27323632   | 9,7%         |

## Città
| Città       | Stato        | Popolazione | Regione  |
| ----------- | ------------ | ----------- | -------- |
| New York    | New York     | 8175133     | Nord-est |
| Los Angeles | California   | 3792621     | Ovest    |
| Chicago     | Illinois     | 2695598     | Midwest  |
| Houston     | Texas        | 2099451     | Sud      |
| Filadelfia  | Pennsylvania | 1526006     | Nord-est |
| Phoenix     | Arizona      | 1445632     | Ovest    |
| San Antonio | California   | 1327407     | Ovest    |
| San Diego   | California   | 1307402     | Sud      |